# Rama (geslacht)
Rama is een geslacht van straalvinnige vissen uit de familie van de stekelmeervallen (Bagridae).

## Soort
- Rama rama (Hamilton, 1822)